# Copa Voltaço
A Copa Voltaço, é uma competição de futebol masculino promovida pelo Volta Redonda Futebol Clube, com apoio da Federação de Futebol do Estado do Rio de Janeiro (FERJ). O torneio é realizado na categoria sub-13 e sub-14, e é considerado a mais importante competição dessas categorias em nível nacional.

## Campeões: Sub-13

### Títulos por clube
| Pos | Clube                | Títulos | Vices | Semifinais |
| --- | -------------------- | ------- | ----- | ---------- |
| 1.º | Fluminense           | 1       | —     | 1          |
| 2.º | Vasco da Gama        | 1       | —     | —          |
| 2.º | Volta Redonda        | 1       | —     | —          |
| 4.º | Flamengo             | —       | 2     | 1          |
| 5.º | Botafogo             | —       | 1     | —          |
| 6.º | Atlético Mineiro     | —       | —     | 2          |
| 7.º | Athletico Paranaense | —       | —     | 1          |
| 7.º | Red Bull Bragantino  | —       | —     | 1          |

### Títulos por federação
| Pos | Cidade         | Títulos | Vices | Semifinais |
| --- | -------------- | ------- | ----- | ---------- |
| 1.º | Rio de Janeiro | 3       | 3     | 2          |
| 2.º | Minas Gerais   | —       | —     | 2          |
| 3.º | Paraná         | —       | —     | 1          |
| 3.º | São Paulo      | —       | —     | 1          |

## Campeões: Sub-14

### Títulos por clube
| Pos | Clube                | Títulos | Vices | Semifinais |
| --- | -------------------- | ------- | ----- | ---------- |
| 1.º | Fluminense           | 3       | 2     | —          |
| 2.º | Flamengo             | 1       | 1     | 2          |
| 3.º | Grêmio               | 1       | —     | —          |
| 3.º | Internacional        | 1       | —     | —          |
| 5.º | Vasco da Gama        | —       | 2     | —          |
| 6.º | Atlético Mineiro     | —       | 1     | 3          |
| 7.º | Botafogo             | —       | —     | 2          |
| 8.º | Athletico Paranaense | —       | —     | 1          |
| 8.º | Corinthians          | —       | —     | 1          |
| 8.º | Cruzeiro             | —       | —     | 1          |
| 8.º | São Paulo            | —       | —     | 1          |
| 8.º | Serrano              | —       | —     | 1          |

### Títulos por federação
| Pos | Cidade            | Títulos | Vices | Semifinais |
| --- | ----------------- | ------- | ----- | ---------- |
| 1.º | Rio de Janeiro    | 4       | 5     | 5          |
| 2.º | Rio Grande do Sul | 2       | —     | —          |
| 3.º | Minas Gerais      | —       | 1     | 4          |
| 4.º | São Paulo         | —       | —     | 2          |
| 5.º | Paraná            | —       | —     | 1          |